# Тебого Мокоена
Тебого Мокоена (англ. Teboho Mokoena, нар. 10 липня 1974) — південноафриканський футболіст, що грав на позиції півзахисника.
Виступав, зокрема, за клуб «Джомо Космос», а також національну збірну ПАР, у складі якої був учасником чемпіонату світу і кубка африканських націй.

## Клубна кар'єра
У дорослому футболі дебютував 1996 року виступами за команду «Денджерес Ейсез», в якій провів два сезони, взявши участь у 25 матчах чемпіонату.
Своєю грою за цю команду привернув увагу представників тренерського штабу клубу «Джомо Космос», до складу якого приєднався 1998 року. Відіграв за команду з Йоганнесбурга наступні три сезони своєї ігрової кар'єри. Більшість часу, проведеного у складі «Джомо Космос», був основним гравцем команди.
Влітку 2001 року перейшов у швейцарський «Санкт-Галлен», де провів наступний сезон, після чого повернувся в «Джомо Космос», де відіграв ще два роки. 
Більшу частину сезону 2004/05 провів у «Мамелоді Сандаунз», після чого втретє у кар'єрі повернувся в «Джомо Космос», провівши там наступний рік, а потім два сезони грав за «Вітс Юніверсіті».
Завершив професійну ігрову кар'єру у клубі «Мпумаланга Блек Ейсез», за команду якого виступав протягом 2008—2010 років.

## Виступи за збірну
2001 року дебютував в офіційних матчах у складі національної збірної ПАР. Протягом кар'єри у національній команді, яка тривала 4 роки, провів у формі головної команди країни 28 матчів, забивши 5 голів.
У складі збірної був учасником чемпіонату світу 2002 року в Японії і Південній Кореї, на якому забив гол у матчі з Парагваєм (2:2), а також Кубка африканських націй 2004 року у Тунісі. На обох турнірах збірна не змогла вийти з групи.